# Bartosz Jastrzębski
Bartosz Jastrzębski (ur. 1976) – doktor habilitowany kulturoznawstwa, profesor Uniwersytetu Wrocławskiego, pisarz, filozof, etyk, reportażysta, wykłada w Instytucie Dziennikarstwa i Komunikacji Społecznej Uniwersytetu Wrocławskiego.
Interesuje się pograniczem filozofii, teologii, antropologii i literatury, a także historią kultury oraz poszukiwaniami duchowymi i religijnymi. W 2012 roku otrzymał, wraz z Jędrzejem Morawieckim, Nagrodę im. Beaty Pawlak za książkę Krasnojarsk zero. W 2016 roku opublikował tom esejów Ostatnie Królestwo: Szkice teologiczno polityczne, za które uhonorowango go nagrodą Feniksa. W 2017 roku ukazała się jego książka poświęcona zagadnieniom filozofii religii pt. Vestigia Dei, nominowana do nagrody im. Józefa Mackiewicza. Nominację do tej nagrody uzyskała również jego kolejna książka Światło Zachodu. W 2020 roku wydał tom korespondencji z Krzysztofem Doroszem pt. Listy o wolności i posłuszeństwie.
Obecnie zajmuje się przede wszystkim konserwatywną myślą filozoficzną i społeczną oraz jej związkami z teologią i filozofią religii.

## Ważniejsze publikacje
- Poezja przeciw filozofii. Idea wyobraźni i krytyka rozumu w poezji filozoficznej Williama Blake’a, Wrocław 2006
- Pająk. Szkice prawie filozoficzne, Oficyna Wydawnicza Atut, Wrocław 2007
- Próżniowy świat, Wrocław 2008
- Wędrówki po codzienności. Eseje o paru ważnych rzeczach, Wrocław 2011
- Krasnojarsk zero, (wraz z Jędrzejem Morawieckim), Warszawa 2012
- Przedbiegi Europy. Gawędy podróżne, Wrocław 2013
- Innego piekła nie ma. Rozmowy o religii, (wraz z Jędrzejem Morawieckim), Wrocław 2014
- Cztery zachodnie staruchy. Reportaż o duchach i szamanach, (wraz z Jędrzejem Morawieckim), Białystok 2014
- Współcześni szamani buriaccy w przestrzeni miejskiej Ułan Ude, Wrocław 2014
- Jutro spadną gromy, (wraz z Jędrzejem Morawieckim), Białystok 2015
- Ostatnie Królestwo. Szkice teologiczno-polityczne, Warszawa 2016
- Vestigia Dei, Warszawa 2017
- Światło Zachodu, Warszawa 2019
- Listy o wolności i posłuszeństwie, (wraz z Krzysztofem Doroszem), Warszawa 2020
- Dies Irae. Szkice nienowoczesne, Wrocław 2022